# Bouenguidi
Bouenguidi är ett vattendrag i Gabon, ett biflöde till Lolo. Det rinner genom provinsen Ogooué-Lolo, i den centrala delen av landet, 400 km sydost om huvudstaden Libreville.